# Cenocoelius californicus
Cenocoelius californicus är en stekelart som beskrevs av Saffer 1982. Cenocoelius californicus ingår i släktet Cenocoelius och familjen bracksteklar. Inga underarter finns listade.